# Rivière Trois Milles
La rivière Trois Milles est un cours d'eau de l'Île d'Anticosti se déversant dans le lac Saint-Georges, lequel est traversé par la rivière Gamache. Elle est située dans la municipalité de L'Île-d'Anticosti au Québec (Canada).
La principale route forestière de l'île d'Anticosti qui part de Port-Menier remonte cette vallée et coupe la rivière juste au sud du lac Princeton.

## Toponymie
Cette désignation toponymique est basée sur le fait que le chemin menant à l'aéroport traverse ce cours d'eau à trois milles du centre de Port-Menier. Le toponyme a été officialisé le 12 septembre 1974 par le gouvernement du Québec.

## Géographie
La rivière Trois Milles tire sa source au lac Princeton (altitude: 81 m) situé dans la partie ouest de l'île d'Anticosti. Le lac Princeton est alimenté par un ruisseau (venant du nord). L'embouchure de ce lac est située au fond de la baie de la rive sud :
- au nord-est d'une des pistes de l'aéroport de Port-Menier;
- au nord de Port-Menier;
- au sud-est de la rive nord de l'île d'Anticosti[1].

À partir de sa source, la rivière Trois Milles coule vers le sud-ouest entre la rivière Gamache (située du côté ouest); et la rivière aux Canards (située du côté est).
À partir de l'embouchure du lac Princeton, le cours de la rivière Trois Milles descend sur environ 15 km, avec un dénivelé de 80 m, selon les segments suivants:
- vers le sud, jusqu'à un coude de rivière (venant du nord-est);
- vers le sud-ouest relativement en ligne droite, en passant au sud-est de l'aéroport de Port-Menier et en passant sous le pont de la route menant à l'aéroport, jusqu'à son embouchure au lac Saint-Georges qui se déverse dans le golfe du Saint-Laurent via le canal Saint-George[1].

Cette confluence est située à l'est de la pointe Ouest de l'île d'Anticosti, au sud-est de la rive nord de l'île et au nord de la baie Gamache. La rivière Trois Milles se déverse sur la rive nord-est du Lac Saint-Georges, lequel se décharge à son tour dans la baie Gamache qui est reliée au golfe du Saint-Laurent.